# Heiterwanger See
De Heiterwanger See is een meer in de Ammergauer Alpen in de Oostenrijkse deelstaat Tirol. Het ligt iets ten noordoosten van Heiterwang en ten zuidoosten van Reutte.
Het meer, gelegen op 976 meter hoogte, heeft een oppervlakte van 1,37 km² en kent een maximale diepte van 61 meter. Twee riviertjes zijn verantwoordelijk voor de toevoer van water naar het meer. De afvoer van water verloopt langs een 300 meter lang kanaal naar de nabijgelegen Plansee. De Heiterwanger See wordt samen met de Plansee gebruikt als stuwmeer voor het opwekken van elektriciteit.
Het meer is lange tijd bekend geweest vanwege de vissenrijkdom. De visserijrechten wisselden meerdere malen van eigenaar. Ook keizer Maximiliaan I was regelmatig bij de Heiterwanger See en de Plansee aan het vissen of op jacht.